# Elijah Abel
Elijah Abel (25 de julio de 1810 – 25 de diciembre de 1884) fue el primer élder (misionero) y setenta (sacerdote) negro en el Movimiento de los Santos de los Últimos Días, y uno de los pocos bautizados negroides en la historia temprana del movimiento mormón que recibieran el sacerdocio.
Aunque se creía que Abel nació como esclavo en Maryland, y que escapó de la esclavitud en el Ferrocarril Subterráneo a Canadá, esto son solo suposiciones infundadas. Su madre era de ascendencia escocesa y su padre de ascendencia inglesa, pero como una de sus abuelas era mulata era considerado de color por el sistema racial estadounidense. En Cincinnati fue bautizado en la La Iglesia de Jesucristo de los Santos de los Últimos Días por Ezekiel Roberts, y en 1847 se casó con Mary Ann Adams, otra cuarterona como él y por tanto también considerada afroamericana. Él tenía 39 años y ella 17, y tuvieron ocho hijos.
Abel fue ordenado élder el 3 de marzo de 1836 en Kirtland, Ohio por Joseph Smith. En diciembre de 1836 fue ordenado setenta por Zebedee Coltrin y llegó a ser un "ministro del evangelio debidamente licenciado" para la obra misional en Ohio. En 1839, Abel se convirtió en un miembro del Cuórum de Los Setenta de Nauvoo. En esa ciudad trabajó en el cementerio por petición de Smith. Como era carpintero de profesión, asistió en la construcción de templos y capillas mormonas en Kirtland, Nauvoo y en Salt Lake City.
En 1841, cuando Smith fue arrestado en Quincy (Illinois), Abel fue entre un grupo de siete élderes quienes salieron de Nauvoo para intentar rescatarle, aunque ya cuando llegaron a Quincy, a José Smith se le había llevado a Nauvoo.
En 1843, Abel sirvió una misión en Nueva York.
En 1847, acompañó a Brigham Young a Utah, donde fue gerente de un hotel. Como carpintero, asistió a la construcción del templo de Salt Lake City; sin embargo, en 1853 Young negó que recibiera su propia investidura por ser él octava parte de raza negra.
En el territorio de Utah, Abel siguió sirviendo como setenta. En 1884 sirvió una última misión proselitista en Canadá, durante la cual enfermó. Murió durante la vuelta a su casa, en Utah.

## Descendientes
Al menos dos de los descendientes de Abel fueron ordenados sacerdotes, su nieto fue ordenado élder el 29 de septiembre de 1935.

## Homenajes
En 2002, se erigió un monumento en Salt Lake City sobre la tumba de Abel en su recuerdo y el de su mujer. El monumento fue dedicado por el apóstol M. Russell Ballard.